# 莎花
「莎花」（しぇんふぁ）は、伊織の通算3枚目のシングル。1999年4月1日にポリグラムよりリリース。

## 解説
- 伊織の3枚目のシングルで、現在、伊織の最後のシングルとなっている。
- ドリームキャスト『シェンムー 一章横須賀』のヒロインである莎花（シェンファ）のテーマソングとなっている。
- タイトルである「莎花」もヒロインの名前を取ったものである。
- 作曲はすべて井内竜次が手掛けている。

## 収録曲
1. 莎花〜江清日抱花歌
  - 作詞：浅田優美 / 作曲：井内竜次
  - ドリームキャスト「シェンムー 一章横須賀」挿入歌
2. 莎花〜江清日抱花歌 (胡弓ヴァージョン)
3. 莎花〜江清日抱花歌 (オリジナル・ヴァージョン)
4. 莎花〜江清日抱花歌 (カラオケ・ヴァージョン)